# 森井秀明
森井 秀明（もりい ひであき、1972年9月1日 - ）は、日本の政治家。北海道小樽市長（第13代）、小樽市議会議員（1期）を務めた。

## 来歴
北海道恵庭市生まれ。北海道北広島高等学校、北海道教育大学教育学部体育学科卒業。1996年、大学を卒業し、札幌トヨタ自動車に入社。1999年に退社し、北海道ライフセービングクラブを設立した。
2003年、小樽市議会議員選挙に出馬し、初当選した。2007年、小樽市長選挙に無所属で立候補したが、現職の山田勝麿、元衆議院議員の佐藤静雄に敗れ、最下位で落選した。
※当日有権者数：117,902人 最終投票率：67.74%（前回比：+6.22pts）
| 候補者名 | 年齢 | 所属党派 | 新旧別 | 得票数   | 得票率 | 推薦・支持               |
| -------- | ---- | -------- | ------ | -------- | ------ | ------------------------ |
| 山田勝麿 | 68   | 無所属   | 現     | 30,297票 | 38.43% | （推薦）自民・民主・公明 |
| 佐藤静雄 | 65   | 無所属   | 新     | 25,511票 | 32.36% |                          |
| 森井秀明 | 34   | 無所属   | 新     | 23,019票 | 29.20% |                          |

2011年、再び小樽市長選挙に無所属で立候補したが、自由民主党・民主党推薦の中松義治に僅差で敗れた。
※当日有権者数：112,241人 最終投票率：61.50%（前回比：-6.24pts）
| 候補者名 | 年齢 | 所属党派 | 新旧別 | 得票数   | 得票率 | 推薦・支持         |
| -------- | ---- | -------- | ------ | -------- | ------ | ------------------ |
| 中松義治 | 64   | 無所属   | 新     | 27,982票 | 41.51% | （推薦）自民・民主 |
| 森井秀明 | 38   | 無所属   | 新     | 24,864票 | 36.88% |                    |
| 佐藤静雄 | 69   | 無所属   | 新     | 14,569票 | 21.61% |                    |

2015年、小樽市長選挙に無所属で立候補。統合型リゾート（IR）誘致反対や泊原子力発電所の再稼働反対を訴え、自民、民主、公明、連合小樽、小樽商工会議所の支援を受ける現職の中松義治らを破り、市長に当選した。
※当日有権者数：105,902人 最終投票率：60.21%（前回比：-1.29pts）
| 候補者名   | 年齢 | 所属党派 | 新旧別 | 得票数   | 得票率 | 推薦・支持         |
| ---------- | ---- | -------- | ------ | -------- | ------ | ------------------ |
| 森井秀明   | 42   | 無所属   | 新     | 38,132票 | 60.59% |                    |
| 中松義治   | 68   | 無所属   | 現     | 23,268票 | 36.97% | （推薦）自民・民主 |
| 吹田友三郎 | 65   | 無所属   | 新     | 1,530票  | 2.43%  |                    |

2016年2月29日・3月1日、森井の後援会会報に掲載されていた小樽市議会を批判する記事をめぐり、森井が市議会で答弁を拒否したため、代表質問の審議が空転。また森井の市長就任後、課長職以上の幹部職員116人のうち6人が自身の降格を望む「降任希望申出書」を提出した。
2016年10月4日、小樽市議会は森井に対する問責決議を可決した。市議会は、森井の後援会関係者が漁港で同年5月から行っている遊覧船事業に対し、市が出した係留許可は条例違反に該当すると批判しており、「市が係留の許可を出すなど、便宜供与と疑わざるを得ない」としていた。さらに、この問題をめぐり、市議会は2017年10月10日、森井に対する辞職勧告決議を可決し、「行政の長として失格であり、責任は極めて重大」と批判したが、決議に法的拘束力はなく、森井は辞職を拒否した。同年12月26日、再び市議会で辞職勧告決議が可決された。
2018年7月4日、小樽市役所で記者会見を開き、任期途中で市長を辞職する意向を表明。会見では、自身の辞職に伴う出直し選挙への出馬に意欲を示した。7月5日、市議会議長に7月25日付での辞職願を提出し、受理された。森井の辞意表明を受け、かつて小樽市総務部長を務めていたが、森井市長により教育部長、さらに北しりべし廃棄物処理広域連合事務局長に左遷された後に小樽市を退職し、次期市長選への出馬を表明していた迫俊哉が、自民、国民民主、立憲民主、公明4党の推薦を受けて8月26日執行の市長選に立候補。森井、迫を含め市長選には4人が立候補したが、森井は迫に約7千票の差で敗北し、落選した。
※当日有権者数：103,094人 最終投票率：54.88%（前回比：-5.33pts）
| 候補者名   | 年齢 | 所属党派 | 新旧別 | 得票数   | 得票率 | 推薦・支持                     |
| ---------- | ---- | -------- | ------ | -------- | ------ | ------------------------------ |
| 迫俊哉     | 60   | 無所属   | 新     | 26,351票 | 47.05% | （推薦）自民・国民・立憲・公明 |
| 森井秀明   | 45   | 無所属   | 現     | 19,518票 | 34.85% |                                |
| 鳴海一芳   | 65   | 無所属   | 新     | 6,027票  | 10.76% | （推薦）共産・社民             |
| 秋野恵美子 | 65   | 無所属   | 新     | 4,113票  | 7.34%  |                                |

## 論争
- 2017年12月15日、市議会予算特別委員会終了後の17時過ぎ、市庁舎内の廊下で、市議会を傍聴していた60代の男性に、すれ違いざまに「もっと謙虚にならなきゃダメだ」と声をかけられ、素手でお尻をたたかれた。森井は秘書課の担当者に、警察への通報を指示し、駆けつけた警察は60代男性を公務執行妨害の容疑で逮捕した。森井は同日、被害届を提出し、受理されたものの、逮捕された男性は即日釈放された[5]。12月18日の委員会では、市議から「市民を守る立場にある市長が真っ先に市民を犯罪者に仕立て上げるようなことはあってはならない」「通報するのは明らかな暴行があったケースであり、市長はまず男性に対し止めるように説得すべきだ」と追及を受け、参考人招致では「招致された人物は市政運営などを頑張ってもらいたいとの「激励」の行動で、暴力的な行為には見えなかった」との証言が出されたが、森井はこの件に関して何も発言しなかった[5]。一方、小樽市役所秘書課に所属し、森井市長の後方にいた担当者は「男性は市長と擦れ違いざま、大きな声を出して、お尻と腰の間辺りを挨拶とはよべない強い力で叩き、市長がよろめきました。『そんなに強く叩く？』と驚きました。大きな声だったため、何を言ったのかは聞き取れませんでした」と述べ、市長を擁護した[5]。